# Рейнкинн, Харальд
Харальд Рейнкинн (норв. Harald Reinkind; род. 17 августа 1992, Тронхейм) — норвежский гандболист, выступает за германский клуб «Киль» и сборной Норвегии.

## Карьера

#### Клубная
Харальд Рейнкинн начинал профессиональную карьеру в Норвегии, выступая за клубы «Гнейст» и «Фюллинген Берген». В составе «Фюллинген Берген» Харальд Рейнкинн стал чемпионом Норвегии в 2009 году. В 2014 году Рейнкинн перешёл в немецкий клуб Райн-Неккар Лёвен. В 2018 году, Рейнкинн заключил 3-летний контракт с немецким клубом ГК Киль.

#### В сборной
Харальд Рейнкинн выступает за сборную Норвегии. За сборную Норвегии Рейнкинн сыграл 107 матчей и забил 204 гола.

## Награды
- Победитель чемпионата Норвегии: 2009
- Победитель чемпионата Германии: 2016, 2017, 2020
- Обладатель Кубка Германии: 2018, 2019
- Обладатель Суперкубка Германии: 2016, 2017, 2020
- Победитель Кубка ЕГФ: 2019
- Победитель Лиги чемпионов: 2020
- Серебряный призёр чемпионата мира: 2019
- Бронзовый призёр чемпионата Европы: 2020

## Статистика
Статистика Харальда Рейнкинна в сезоне 2019/20 указана на 27.1.2020
| Сезон          | Клуб              | Лига       | Матчи | Голы | 7-метр | Голы |
| -------------- | ----------------- | ---------- | ----- | ---- | ------ | ---- |
| 2014/15        | Райн-Неккар Лёвен | Бундеслига | 36    | 64   | 0      | 64   |
| 2015/16        | Райн-Неккар Лёвен | Бундеслига | 28    | 67   | 0      | 67   |
| 2016/17        | Райн-Неккар Лёвен | Бундеслига | 33    | 46   | 0      | 46   |
| 2017/18        | Райн-Неккар Лёвен | Бундеслига | 32    | 61   | 0      | 61   |
| 2018/19        | ГК Киль           | Бундеслига | 34    | 58   | 0      | 58   |
| 2019/20        | ГК Киль           | Бундеслига | 20    | 65   | 0      | 65   |
| 2013 — по н.в. | Итого             | Бундеслига | 183   | 361  | 0      | 361  |